# Tomomyzinae
Tomomyzinae (лат.) — подсемейство двукрылых из семейства жужжал (Bombyliidae). Около 50 видов.

## Описание
Синапоморфии таксона: сквама редуцирована; преаларные щетинки отсутствуют; гонококситы слиты без срединного гребня. Флагеллум состоит из одного членика, щупики односегментные. Глаза самца дихоптические. Крылья с тремя ветвями жилки Rs; М2 присутствует. Анепимерон голый; латеротергит волосатый; медиотергит голый; преалярные щетинки отсутствуют.

## Классификация и ареал
Включает 6 родов 50 видов. В разное время подсемейство было синонимизировано с Cylleniinae. Распространение 6 родов разобщено следующим образом: Amphicosmus, Metacosmus и Paracosmus являются неарктическими и простираются до Мексики, Docidomyia ограничена южной Австралией, а Tomomyza и Pantostomus встречаются в южной Африке.
- Amphicosmus Coquillett, 1891
- Docidomyia White, 1916
- Metacosmus Coquillett, 1891
- Pantostomus Bezzi, 1921
- Paracosmus Osten Sacken, 1877
- Tomomyza Wiedemann, 1820